# Osphronemus
Az Osphronemus a sugarasúszójú halak (Actinopterygii) osztályának sügéralakúak (Perciformes) rendjébe, ezen belül a gurámifélék (Osphronemidae) családjába tartozó nem.
Alcsaládjának az egyetlen neme.

## Tudnivalók
Az Osphronemus-fajok Délkelet-Ázsiában fordulnak elő. A különböző fajok, a Mekongtól Indonézia északi, nagyobb szigetekéig lelhetők fel. Testméretük fajtól függően 50-70 centiméter között mozog.

## Rendszerezés
A nembe az alábbi 4 faj tartozik:
- Osphronemus exodon Roberts, 1994
- Osphronemus goramy Lacepède, 1801 - típusfaj
- Osphronemus laticlavius Roberts, 1992
- Osphronemus septemfasciatus Roberts, 1992

## Források

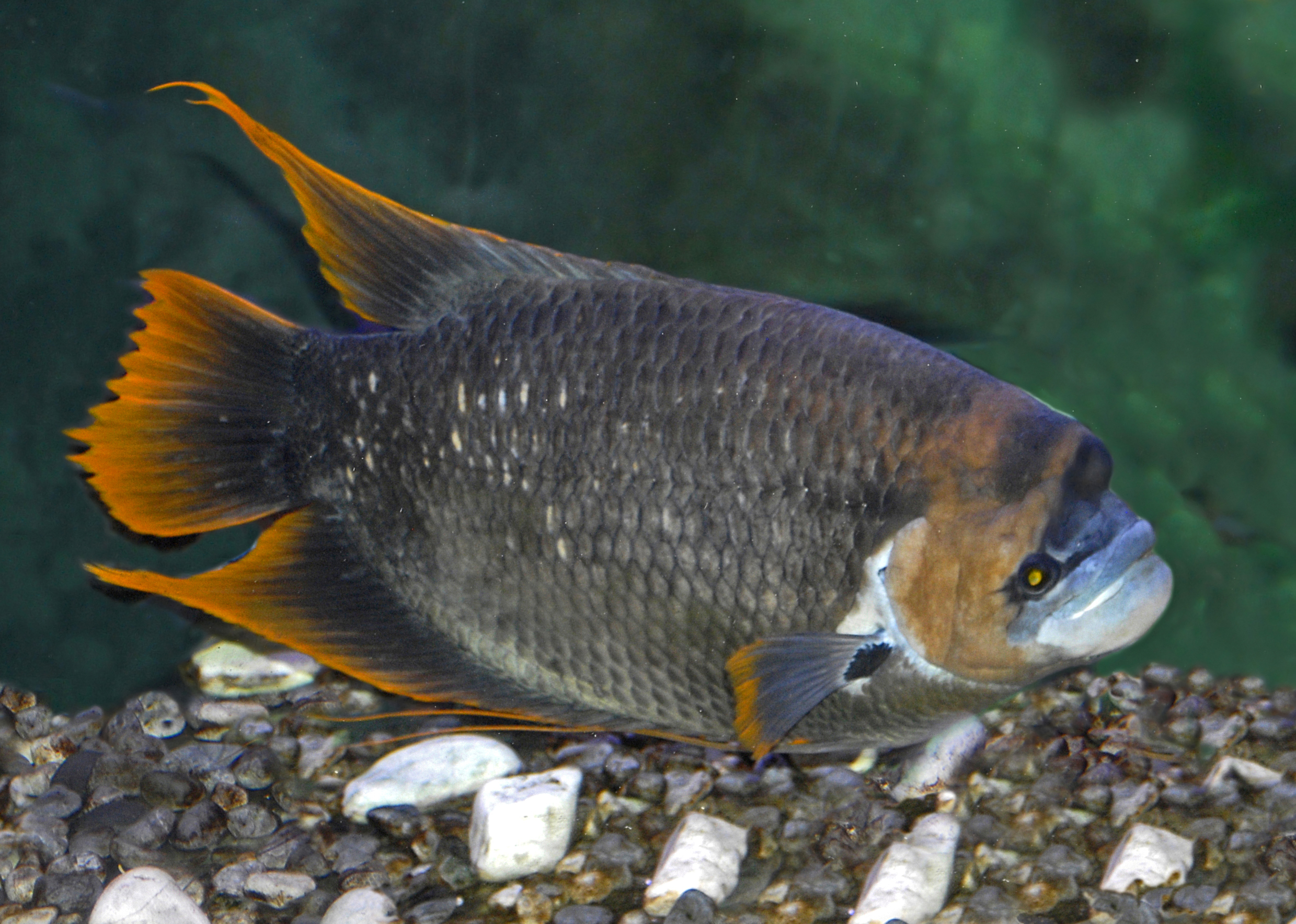
Osphronemus laticlavius